# Campeonato de Apertura de Chile 1942
El Campeonato de Apertura 1942 fue la 7.ª edición del torneo que sirvió de prólogo al campeonato nacional en la temporada de ese año, siendo organizado por la Asociación Central de Fútbol.
Participaron los diez clubes de la Primera División de 1942, resultando campeón Santiago National Juventus, luego de derrotar en el partido final a Badminton por 3-2.

## Formato
Los diez clubes de la Primera División se divideron en dos grupos: A y B, cada uno compuesto por cinco equipos que se enfrentaron entre ellos. El ganador de cada grupo clasificaba a la final por el título, mientras que los equipos posicionados en los segundos puestos disputaban el tercer lugar.

## Equipos participantes
Participaron los diez equipos de la Primera División 1942, todos de la ciudad de Santiago.
| Equipo                     |
| -------------------------- |
| Audax Italiano             |
| Badminton                  |
| Colo-Colo                  |
| Green Cross                |
| Magallanes                 |
| Santiago Morning           |
| Santiago National Juventus |
| Unión Española             |
| Universidad Católica       |
| Universidad de Chile       |

## Fase de grupos

### Grupo A
| Pos. | Equipo               | Pts. | PJ | G | E | P | GF | GC | Dif. | Clasificación                 |
| ---- | -------------------- | ---- | -- | - | - | - | -- | -- | ---- | ----------------------------- |
| 1    | Badminton            | 5    | 4  | 2 | 1 | 1 | 16 | 8  | +8   | Desempate por el primer lugar |
| 2    | Santiago Morning     | 5    | 4  | 2 | 1 | 1 | 11 | 5  | +6   | Desempate por el primer lugar |
| 3    | Audax Italiano       | 5    | 4  | 2 | 1 | 1 | 7  | 12 | −5   | Desempate por el primer lugar |
| 4    | Colo-Colo            | 3    | 4  | 1 | 1 | 2 | 13 | 14 | −1   |                               |
| 5    | Universidad de Chile | 2    | 4  | 0 | 2 | 2 | 5  | 13 | −8   |                               |

 Fuente: Goles son amores

#### Fecha 1
| 5 de abril de 1942 | Audax Italiano | 1:1 | Universidad de Chile | Estadio de Carabineros, Santiago |                         |
|                    | - Alcántara 7' |     | - Scopelli 18'       | Árbitro(s): Manuel Soto          | Árbitro(s): Manuel Soto |

| 5 de abril de 1942 | Badminton                 | 2:2 | Santiago Morning                  | Estadio de Carabineros, Santiago |                           |
|                    | - Muñoz 55' - Morales 86' |     | - Casanova 31' - Schneeberger 82' | Árbitro(s): Manuel Martín        | Árbitro(s): Manuel Martín |

- Libre: Colo-Colo

#### Fecha 2
| 11 de abril de 1942 | Audax Italiano            | 2:1 | Santiago Morning | Estadio de Carabineros, Santiago                          |                                                           |
|                     | - Nocera 45' - Cossio 65' |     | - Astudillo 85'  | Asistencia: 1500 espectadores Árbitro(s): Alfonso Alarcón | Asistencia: 1500 espectadores Árbitro(s): Alfonso Alarcón |

| 12 de abril de 1942 | Badminton                                                                | 6:1 | Colo-Colo       | Estadio Santa Laura, Santiago                         |                                                       |
|                     | - Aguirre 5' - Fujiwara 31', 64' - Pizarro 51' - Morales 57', 60' (pen.) |     | - Domínguez 81' | Asistencia: 4000 espectadores Árbitro(s): Carlos Díaz | Asistencia: 4000 espectadores Árbitro(s): Carlos Díaz |

- Libre: Universidad de Chile

#### Fecha 3
| 19 de abril de 1942 | Audax Italiano                             | 4:2 | Badminton                   | Estadio Nacional, Santiago                            |                                                       |
|                     | - Draiman 1', 81' - Nocera 8' - Cortés 17' |     | - Morales 4' - Fujiwara 51' | Asistencia: 3000 espectadores Árbitro(s): Manuel Soto | Asistencia: 3000 espectadores Árbitro(s): Manuel Soto |

| 19 de abril de 1942 | Colo-Colo           | 3:3 | Universidad de Chile              | Estadio de Carabineros, Santiago                      |                                                       |
|                     | - Domínguez 6', 40' |     | - Gutiérrez 45' - Alonso 49', 54' | Asistencia: 4000 espectadores Árbitro(s): Juan Sablah | Asistencia: 4000 espectadores Árbitro(s): Juan Sablah |

- Libre: Santiago Morning

#### Fecha 4
| 26 de abril de 1942 | Santiago Morning                  | 3:0 | Universidad de Chile | Estadio Nacional, Santiago                               |                                                          |
|                     | - Larrasa 32' - Casanova 66', 75' |     |                      | Asistencia: 4500 espectadores Árbitro(s): Carlos H. Díaz | Asistencia: 4500 espectadores Árbitro(s): Carlos H. Díaz |

| 26 de abril de 1942 | Colo-Colo                                                                    | 8:0 | Audax Italiano | Estadio Nacional, Santiago                            |                                                       |
|                     | - Socarraz 1', 6' - Domínguez 27', 64' - Contreras 60', 70', 85' - Rojas 76' |     |                | Asistencia: 4500 espectadores Árbitro(s): Manuel Soto | Asistencia: 4500 espectadores Árbitro(s): Manuel Soto |

- Libre: Badminton

#### Fecha 5
| 3 de mayo de 1942 | Badminton                                                             | 6:1 | Universidad de Chile | Estadio Nacional, Santiago                                |                                                           |
|                   | - Morales 17', 50' - Aguirre 22', 69' - Matta 71' (a.g.) - Romero 87' |     | - Alonso 42'         | Asistencia: 8000 espectadores Árbitro(s): Francisco Rivas | Asistencia: 8000 espectadores Árbitro(s): Francisco Rivas |

| 3 de mayo de 1942 | Santiago Morning                                                            | 5:1 | Colo-Colo     | Estadio Nacional, Santiago                                |                                                           |
|                   | - Salfate 15' (a.g.) - Toro 31', 56' - Casanova 73' (pen.) - Battistone 88' |     | - Beyzaga 48' | Asistencia: 4500 espectadores Árbitro(s): Alfonso Alarcón | Asistencia: 4500 espectadores Árbitro(s): Alfonso Alarcón |

- Libre: Audax Italiano

#### Desempate por el primer lugar
Como Santiago Morning, Badminton y Audax Italiano igualaron con cinco puntos en el primer lugar de la tabla, se disputaron partidos de desempate para dirimir al finalista de la Serie A. Por sorteo, el primer encuentro fue de Badminton contra Santiago Morning, mientras que Audax Italiano tuvo que esperar al ganador de este primer partido.
| 10 de mayo de 1942 | Badminton                                       | 4:1 | Santiago Morning | Estadio de Carabineros, Santiago                         |                                                          |
|                    | - Aguirre 36' - Vilches 41' - Fujiwara 51', 89' |     | - Romo 50'       | Asistencia: 8000 espectadores Árbitro(s): Carlos H. Díaz | Asistencia: 8000 espectadores Árbitro(s): Carlos H. Díaz |

| 17 de mayo de 1942 | Badminton                             | 4:1 | Audax Italiano | Estadio de Carabineros, Santiago                        |                                                         |
|                    | - Morales 7', 33' - Fujiwara 11', 67' |     | - De Blassi    | Asistencia: 4000 espectadores Árbitro(s): Miguel Martín | Asistencia: 4000 espectadores Árbitro(s): Miguel Martín |

### Grupo B
| Pos. | Equipo                     | Pts. | PJ | G | E | P | GF | GC | Dif. | Clasificación                  |
| ---- | -------------------------- | ---- | -- | - | - | - | -- | -- | ---- | ------------------------------ |
| 1    | Santiago National Juventus | 5    | 4  | 2 | 1 | 1 | 13 | 8  | +5   | Final por el campeonato        |
| 2    | Unión Española             | 4    | 4  | 1 | 2 | 1 | 6  | 5  | +1   | Desempate por el segundo lugar |
| 3    | Green Cross                | 4    | 4  | 2 | 0 | 2 | 7  | 9  | −2   | Desempate por el segundo lugar |
| 4    | Magallanes                 | 4    | 4  | 1 | 2 | 1 | 4  | 6  | −2   |                                |
| 5    | Universidad Católica       | 3    | 4  | 0 | 3 | 1 | 3  | 5  | −2   |                                |

 Fuente: Goles son amores

#### Fecha 1
| 5 de abril de 1942 | Santiago National Juventus                                           | 6:3 | Green Cross                                        | Estadio Santa Laura, Santiago |                            |
|                    | - Viviani 33' - Díaz 36' - Cafatti 51' - Profetta 74', 80' - Cid 85' |     | - Morcillo 5' - Suárez 9' - Villablanca 87' (a.g.) | Árbitro(s): Manuel Bonilla    | Árbitro(s): Manuel Bonilla |

| 5 de abril de 1942 | Magallanes | 0:0 | Universidad Católica | Estadio Santa Laura, Santiago |  |
|                    |            |     |                      | Árbitro(s): Alfonso Alarcón   |  |

- Libre: Unión Española

#### Fecha 2
| 12 de abril de 1942 | Universidad Católica | 2:2 | Santiago National Juventus | Estadio de Carabineros, Santiago                         |                                                          |
|                     | - Martínez 15', 32'  |     | - Profetta 31', 34'        | Asistencia: 4000 espectadores Árbitro(s): Óscar González | Asistencia: 4000 espectadores Árbitro(s): Óscar González |

| 12 de abril de 1942 | Magallanes   | 1:1 | Unión Española | Estadio de Carabineros, Santiago                        |                                                         |
|                     | - Ugarte 54' |     | - Campaña 6'   | Asistencia: 4000 espectadores Árbitro(s): Manuel Martín | Asistencia: 4000 espectadores Árbitro(s): Manuel Martín |

- Libre: Green Cross

#### Fecha 3
| 18 de abril de 1942 | Santiago National Juventus                                   | 5:1 | Magallanes       | Estadio de Carabineros, Santiago                         |                                                          |
|                     | - Profetta 15', 85' - Zambrano 20' - Figueroa 23' - Díaz 55' |     | - Valenzuela 80' | Asistencia: 1500 espectadores Árbitro(s): Néstor Mondría | Asistencia: 1500 espectadores Árbitro(s): Néstor Mondría |

| 19 de abril de 1942 | Green Cross               | 2:1 | Unión Española  | Estadio Santa Laura, Santiago                             |                                                           |
|                     | - González 11' - Ruiz 19' |     | - Arancibia 56' | Asistencia: 1000 espectadores Árbitro(s): Francisco Rivas | Asistencia: 1000 espectadores Árbitro(s): Francisco Rivas |

- Libre: Universidad Católica

#### Fecha 4
| 26 de abril de 1942 | Green Cross                     | 2:0 | Universidad Católica | Estadio de Carabineros, Santiago                        |                                                         |
|                     | - Suárez 81' - C. Arancibia 88' |     |                      | Asistencia: 3000 espectadores Árbitro(s): Miguel Martín | Asistencia: 3000 espectadores Árbitro(s): Miguel Martín |

| 26 de abril de 1942 | Unión Española           | 3:1 | Santiago National Juventus | Estadio de Carabineros, Santiago                         |                                                          |
|                     | - Armingol 25', 51', 79' |     | - Figueroa 54'             | Asistencia: 3000 espectadores Árbitro(s): Néstor Mondría | Asistencia: 3000 espectadores Árbitro(s): Néstor Mondría |

- Libre: Magallanes

#### Fecha 5
| 3 de mayo de 1942 | Universidad Católica | 1:1 | Unión Española | Estadio de Carabineros, Santiago                         |                                                          |
|                   | - Araya 35'          |     | - González 22' | Asistencia: 3000 espectadores Árbitro(s): Óscar González | Asistencia: 3000 espectadores Árbitro(s): Óscar González |

| 3 de mayo de 1942 | Magallanes                     | 2:0 | Green Cross | Estadio de Carabineros, Santiago                      |                                                       |
|                   | - Barrera 56' - Orlandelli 62' |     |             | Asistencia: 3000 espectadores Árbitro(s): Juan Sablah | Asistencia: 3000 espectadores Árbitro(s): Juan Sablah |

- Libre: Santiago National Juventus

#### Desempate por el segundo lugar
Como Unión Española y Green Cross igualaron con cuatro puntos el segundo lugar de la tabla, se disputó un partido de desempate entre ambos, en el cual Green Cross venció por 4-3. En tanto, Magallanes, que también obtuvo cuatro puntos, renunció a su participación en el desempate.
| 10 de mayo de 1942 | Green Cross                       | 4:3 | Unión Española                           | Estadio de Carabineros, Santiago                          |                                                           |
|                    | - C. Arancibia 47', 51', 33', 82' |     | - Armingol 12', 35' - Mendoza 37' (a.g.) | Asistencia: 8000 espectadores Árbitro(s): Alfonso Alarcón | Asistencia: 8000 espectadores Árbitro(s): Alfonso Alarcón |

## Fase final

### Tercer lugar
Como Green Cross se posicionó en el segundo lugar del grupo B, se enfrentó a Audax Italiano, que perdió el partido de desempate por el primer lugar del grupo A. Este encuentro sirvió de preliminar de la final del campeonato, y lo ganó Green Cross por 6-1.
| 24 de mayo de 1942 | Green Cross                                                        | 6:1 | Audax Italiano  | Estadio de Carabineros, Santiago                          |                                                           |
|                    | - Jaime 40', 89' - C. Arancibia 49' - Ruiz 70', 71' - Robstock 77' |     | - Alcántara 65' | Asistencia: 7000 espectadores Árbitro(s): Alfonso Alarcón | Asistencia: 7000 espectadores Árbitro(s): Alfonso Alarcón |

### Final
|       | POR | Araya               |     |
|       | DEF | Quijón              |     |
|       | DEF | Villablanca         |     |
|       | MED | López               |     |
|       | MED | Herrera             |     |
|       | MED | Bravo               |     |
|       | DEL | Viviani             |     |
|       | DEL | Cafatti             |     |
|       | DEL | José María Profetta |     |
|       | DEL | Sordo               | 45' |
|       | DEL | Díaz                |     |
| D. T. |     |                     |     |

|       | POR   | Vergara         |  |
|       | DEF   | Ramírez         |  |
|       | DEF   | Barría          |  |
|       | MED   | Cortés          |  |
|       | MED   | Romero          |  |
|       | MED   | Fuentes         |  |
|       | DEL   | Morales         |  |
|       | DEL   | Gustavo Pizarro |  |
|       | DEL   | Luis Fujiwara   |  |
|       | DEL   | Vilches         |  |
|       | DEL   | Aguirre         |  |
| D. T. | D. T. | Máximo Garay    |  |

|  | DEL | Cid | 45' |

| 4' · 22' · 57' · 80' | Viviani Sordo Díaz | 1-0 2-1 3-3 4-3 |

| 11' · 29' · 34' | Morales Aguirre Luis Fujiwara | 1-1 2-2 2-3 |

| Principal | Carlos H. Díaz |

|       | POR | Araya               |     |
|       | DEF | Quijón              |     |
|       | DEF | Villablanca         |     |
|       | MED | López               |     |
|       | MED | Herrera             |     |
|       | MED | Bravo               |     |
|       | DEL | Viviani             |     |
|       | DEL | Cafatti             |     |
|       | DEL | José María Profetta |     |
|       | DEL | Sordo               | 45' |
|       | DEL | Díaz                |     |
| D. T. |     |                     |     |

|       | POR   | Vergara         |  |
|       | DEF   | Ramírez         |  |
|       | DEF   | Barría          |  |
|       | MED   | Cortés          |  |
|       | MED   | Romero          |  |
|       | MED   | Fuentes         |  |
|       | DEL   | Morales         |  |
|       | DEL   | Gustavo Pizarro |  |
|       | DEL   | Luis Fujiwara   |  |
|       | DEL   | Vilches         |  |
|       | DEL   | Aguirre         |  |
| D. T. | D. T. | Máximo Garay    |  |

|  | DEL | Cid | 45' |

| 4' · 22' · 57' · 80' | Viviani Sordo Díaz | 1-0 2-1 3-3 4-3 |

| 11' · 29' · 34' | Morales Aguirre Luis Fujiwara | 1-1 2-2 2-3 |

| Principal | Carlos H. Díaz |

|       | POR | Araya               |     |
|       | DEF | Quijón              |     |
|       | DEF | Villablanca         |     |
|       | MED | López               |     |
|       | MED | Herrera             |     |
|       | MED | Bravo               |     |
|       | DEL | Viviani             |     |
|       | DEL | Cafatti             |     |
|       | DEL | José María Profetta |     |
|       | DEL | Sordo               | 45' |
|       | DEL | Díaz                |     |
| D. T. |     |                     |     |

|       | POR   | Vergara         |  |
|       | DEF   | Ramírez         |  |
|       | DEF   | Barría          |  |
|       | MED   | Cortés          |  |
|       | MED   | Romero          |  |
|       | MED   | Fuentes         |  |
|       | DEL   | Morales         |  |
|       | DEL   | Gustavo Pizarro |  |
|       | DEL   | Luis Fujiwara   |  |
|       | DEL   | Vilches         |  |
|       | DEL   | Aguirre         |  |
| D. T. | D. T. | Máximo Garay    |  |

|  | DEL | Cid | 45' |

| 4' · 22' · 57' · 80' | Viviani Sordo Díaz | 1-0 2-1 3-3 4-3 |

| 11' · 29' · 34' | Morales Aguirre Luis Fujiwara | 1-1 2-2 2-3 |

| Principal | Carlos H. Díaz |

|       | POR | Araya               |     |
|       | DEF | Quijón              |     |
|       | DEF | Villablanca         |     |
|       | MED | López               |     |
|       | MED | Herrera             |     |
|       | MED | Bravo               |     |
|       | DEL | Viviani             |     |
|       | DEL | Cafatti             |     |
|       | DEL | José María Profetta |     |
|       | DEL | Sordo               | 45' |
|       | DEL | Díaz                |     |
| D. T. |     |                     |     |

|       | POR   | Vergara         |  |
|       | DEF   | Ramírez         |  |
|       | DEF   | Barría          |  |
|       | MED   | Cortés          |  |
|       | MED   | Romero          |  |
|       | MED   | Fuentes         |  |
|       | DEL   | Morales         |  |
|       | DEL   | Gustavo Pizarro |  |
|       | DEL   | Luis Fujiwara   |  |
|       | DEL   | Vilches         |  |
|       | DEL   | Aguirre         |  |
| D. T. | D. T. | Máximo Garay    |  |

|  | DEL | Cid | 45' |

| 4' · 22' · 57' · 80' | Viviani Sordo Díaz | 1-0 2-1 3-3 4-3 |

| 11' · 29' · 34' | Morales Aguirre Luis Fujiwara | 1-1 2-2 2-3 |

| Principal | Carlos H. Díaz |

| Campeón Santiago National Juventus |
| 1.º título                         |

## Goleadores
| Jugador       | Equipo    | Goles |
| ------------- | --------- | ----- |
| Morales       | Badminton | 8     |
| Luis Fujiwara | Badminton | 8     |